# Toyota Crown
Toyota Crown (яп. トヨタクラウン Toyota Kuraun) — автомобиль производства компании Toyota, превративший эту модель в линейку полноразмерных седанов класса «люкс» и «бизнес-класс». Первоначально продавались в Японии и некоторых других азиатских странах, изначально разрабатываясь для эксплуатации в качестве такси. Так было в последние годы продаж в США, где автомобиль продавали с конца 1950-х годов и по 1971. Crown — старейший седан, всё ещё выпускаемый Toyota. По социальному статусу он конкурирует лишь с Toyota Century, Toyota Celsior и Toyota Crown Majesta. Crown используется многими японскими организациями в качестве лимузинов компании. Экспорт в Европу начался в 1964 году с первых автомашин, пришедших в Финляндию. Другими европейскими странами, увидевшими импорт этих машин, были Нидерланды и Бельгия. Великобритания явилась ещё одним рынком сбыта таких автомашин до начала 1980-х годов. Также данная модель несколько лет экспортировалась в Канаду — в 1965-68 годах. На многих рынках Crown стал очень дорогим автомобилем. Он был заменён моделью Toyota Cressida, когда она начала экспортироваться в начале 1980-х годов.
Австралия также была важным рынком экспорта для Toyota Crown — до такой степени, что там был организован выпуск машин с середины 1960-х годов до конца 1980-х с использованием множества местных компонентов.
Большинство моделей машины отличаются эмблемой «короны» спереди, сзади обычно используется одинаковая эмблема Toyota.
Слово «корона» в разных формах присутствует в названиях других моделей Toyota, так как это название вдохновило компанию на выпуск их первых седанов. Corolla по-латыни означает «маленькая корона», Camry — фонетическая транскрипция японского слова «kanmuri», обозначающего корону и Corona также на латыни значит «корона».

## Хронология

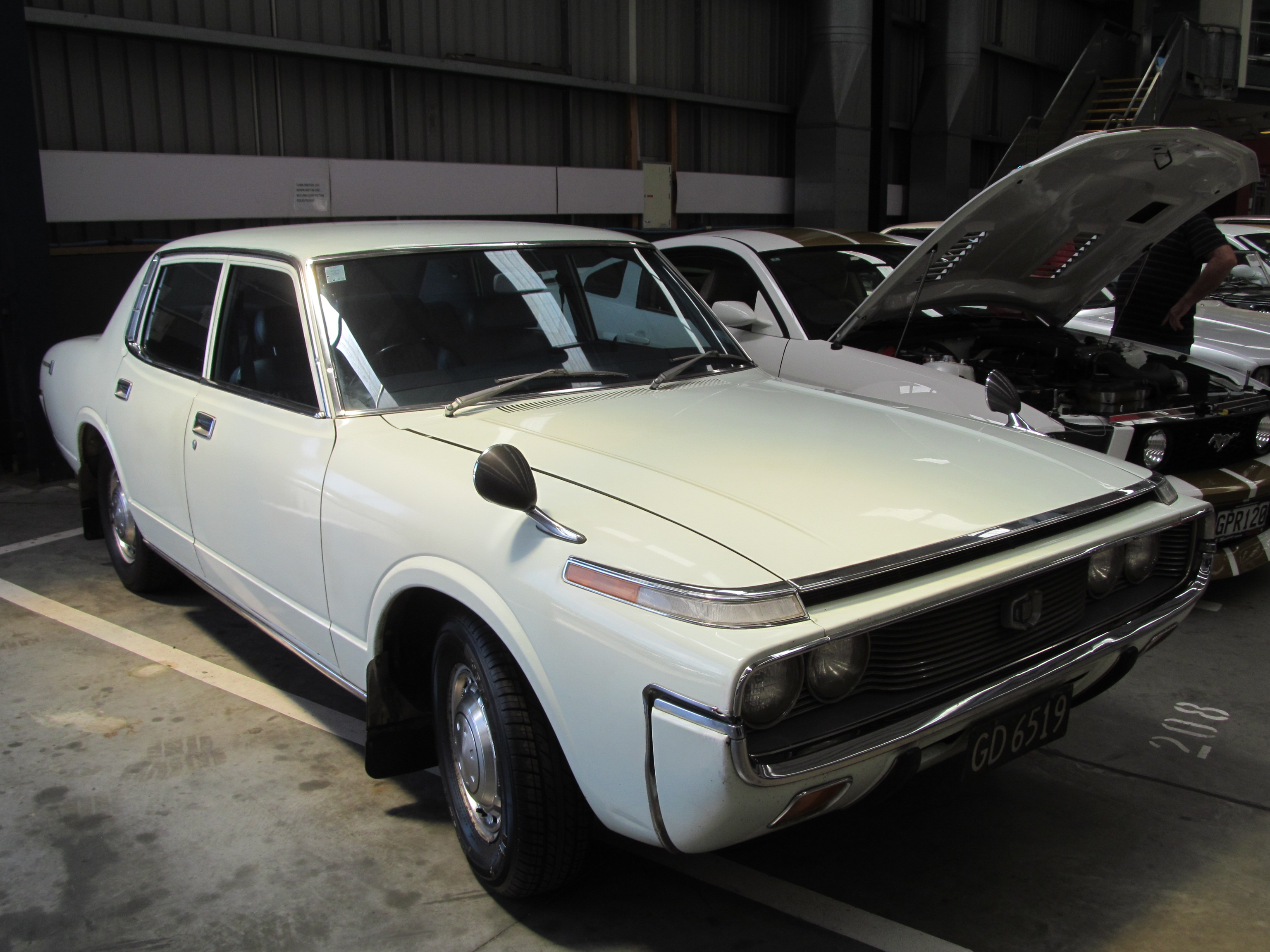
Toyota Crown 1972

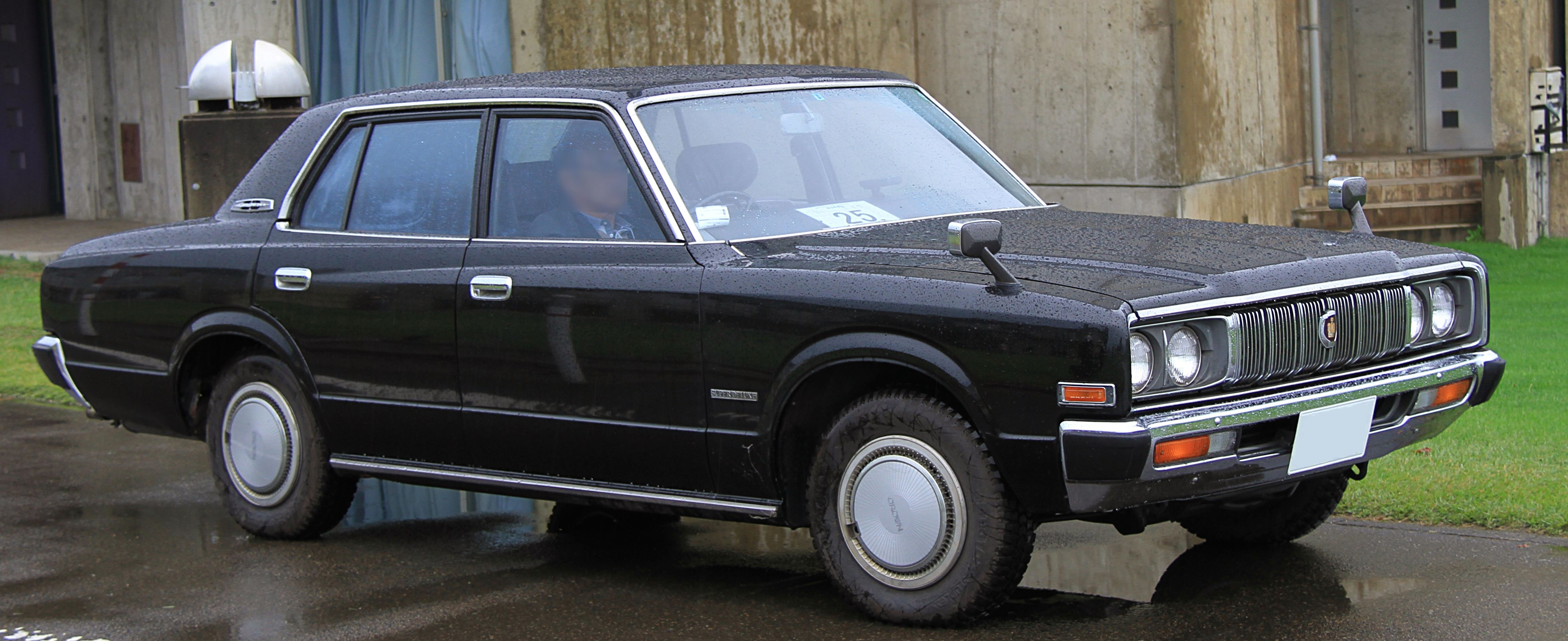
Toyota Crown 1976

1955 — Запуск производства Toyopet Crown RS. Автомобиль выпускался как седан, универсал (Toyopet Masterline), трёх-, или шестиместное утилитарное купе. Двигатель — Toyota R, 1.5 литра, 60 л. с., коробка передач — 3-ступенчатая МКПП.
1957 — Начало продаж Toyopet Crown RS в США под брендом Toyota.
1959 — Рестайлинг семейства, базовый седан обозначается как Crown RS20.
1960 — Окончание экспорта в Соединённые Штаты в связи с несоответствием американским дорожным условиям и слабым спросом.
1961 — В связи с заменой двигателя на 1,9-литровый Toyota 3R (80 л. с.) базовый автомобиль обозначается как Toyopet Crown RS30.
1963 — Старт выпуска второго поколения Crown, серии S40. Внешне новинка напоминала Ford Falcon 1960 модельного года. Исчезли четырёхдверное утилитарное купе и торговая марка Masterline. Кроме МКПП появилась возможность заказать автомобиль с 2-ступенчатой АКПП Toyoglide.
1965 — Замена базового двигателя Crown S40 на рядный 6-цилиндровый Toyota M объёмом 2 литра.
1967 — Выход в свет третьего поколения, Toyota Crown S50. К уже известным коробкам передач добавилась 4-ступенчатая МКПП, можно было заказать и машину с 2,3-литровым двигателем Toyota 2M.
1971 — Запуск производства Toyota Crown S60. На этом автомобиле впервые в модельном ряду Crown появился 2,6-литровый двигатель 4M с распределённым впрыском топлива.
1975 — Старт выпуска Crown S80, который выпускался как четырёхдверный седан, хардтоп, двухдверный хардтоп и универсал с двумя или тремя рядами сидений.
1978 — На Crown S80 начали устанавливать 4-цилиндровый 2,2-литровый дизельный двигатель
1979 — Появление шестого поколения Toyota Crown, серии S110. В производство пошёл бензиновый двигатель M-TEU с турбонаддувом.
1983 — Серия Toyota Crown S120. Выпускались модификации с кузовами седан, четырёхдверный хардтоп и универсал.
1987 — Старт производства серии S130. Выпускались модификации с кузовами седан, четырёхдверный хардтоп и универсал. Кузова хардтоп выпускались в модификациях Widebody (расширенный кузов) и Normalbody (обычный кузов). Линейка двигателей: 1G-FE — бензиновый рядный шестицилиндровый с электронным впрыском объёмом 2000 куб. см., 1G-GZE(GZEU) — бензиновый рядный шестицилиндровый с электронным впрыском объёмом 2000 куб. см. с механическим нагнетателем, 1JZ-GE — бензиновый рядный шестицилиндровый с электронным впрыском объёмом 2500 куб. см.; 7M-GE — бензиновый рядный шестицилиндровый с электронным впрыском объёмом 3000 куб. см.; 1UZ-FE — бензиновый V8 с электронным впрыском объёмом 4000 куб. см.; 2LT-E — четырёхцилиндровый турбодизель с электронным управлением объёмом 2500 куб. см. Рестайлинг автомобилей этого поколения
провели в 1991 году и в обновлённом варианте выпускался до 2000 г.
Автомобили серии S130 с левым расположением рулевой колонки поставлялись на экспорт в арабские страны.
1991 — Начало выпуска Toyota Crown S140. Тогда же начат выпуск первого поколения Crown Majesta с несущим кузовом.
1995 — Выход Crown S150, принесший с собой кардинальные конструкционные изменения. Главные отличия от предыдущих серий — отказ от рамной конструкции кузова в купе с переходом на использование «рулевой рейки» взамен редуктора. Рестайлинг в 1997. Имелись модификации с кузовом седан и хардтоп.
1999 — Серия Crown S170. Развитие идей S150, добавилась версия Athlete со спортивной настройкой подвески и изменёнными элементами экстерьера. Выпускались в кузове седан и универсал.
2003 — Поколение Toyota Crown S180, принесшее наиболее кардинальные изменения в серию. Переработана концепция автомобиля для расширения целевой аудитории в сторону молодёжи. Начало использования абсолютно новых V-образных двигателей (взамен рядных шестёрок предыдущих поколений) увеличенной мощности и общая «аэродинамическая направленность» силуэтов кузова.
2008 — Серия Crown S200, продолжившая развитие идей, заложенных в S180.
2012 — Запуск четырнадцатого поколения Crown, серии S210.

## Toyota Crown MS80

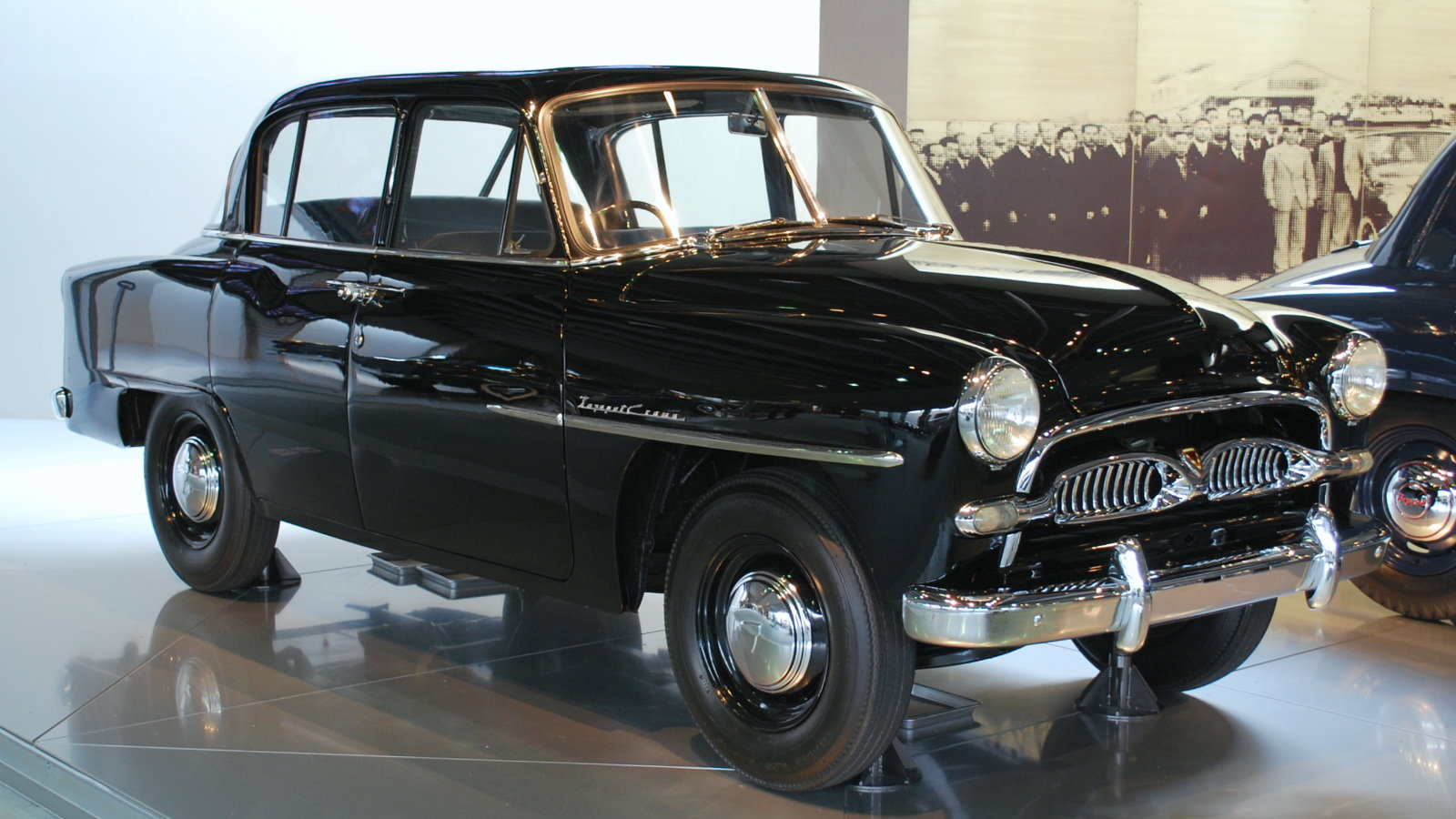
Оригинальный вид Toyota Crown (до 1959 года)

Выпуск пятого поколения Toyota Crown стартовал в 1975 году и продолжался до 1979. Внешне автомобиль во многом напоминал продукцию американского автопрома, так как американская конструкторская и дизайнерская школа для многих в те годы являлись эталонами. Единственными доступными для S80 двигателями были представители серии Toyota M, рядные 6-цилиндровые бензиновые моторы. Объём двигателей Toyota M составлял от 1988 до 2759 куб.см. Один из самых совершенных представителей семейства двигателей — M-EU — оснащён распределённым впрыском топлива. Максимальная мощность мотора Toyota Crown MS80 составляет 115 л. с. при 5600 об./мин., турбированная версия (M-TEU) развивает 145 л. с.
На экспорт Toyota Crown серии S80 поставлялась с 3-ступенчатыми АКПП или 4-ступенчатыми МКПП, на внутреннем японском рынке была доступна и 5-ступенчатая МКПП. Несущим элементом конструкции является рама, ведущая ось — задняя.

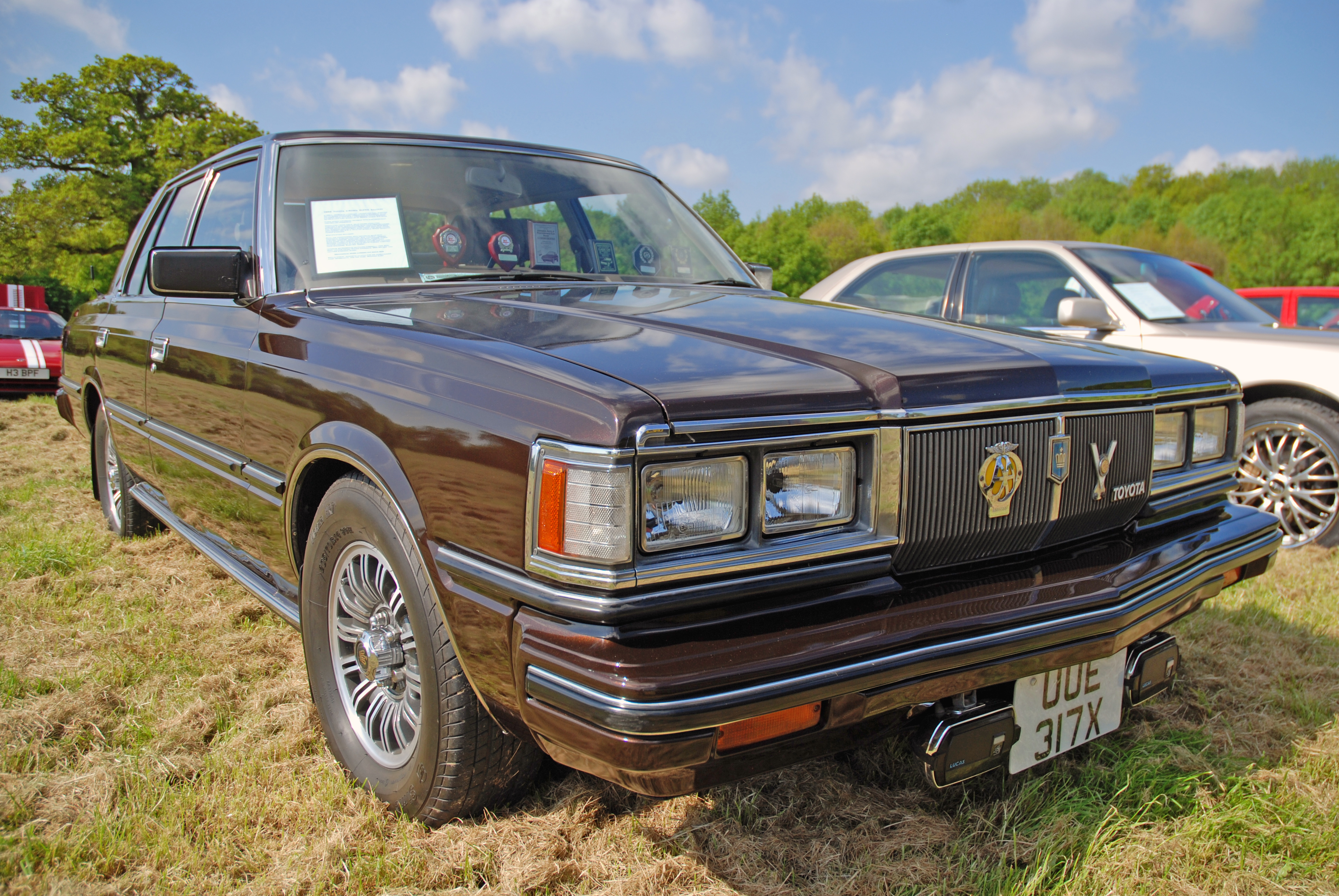
Toyota Crown S110

## Шестое поколение
Появившись в 1979 году, новый Crown S110 имел двигатель увеличенного объёма с 2,6 до 2,8 литров модели 5M-EU. 2-х литровый М двигатель также имел турбоверсию M-TEU. На некоторых рынках присутствовал и карбюраторный двигатель 5M. В этой серии обозначение модели указывали на объём двигателя: MS110 (2 литра), MS111 (2,6 литра), MS112 (2,8 литра). Это было последнее поколение, использующее четырёх-цилиндровый бензиновый двигатель. С 1980 года Краун этого поколения начал продаваться в Германии.
Ранние модели имели две прямоугольные фары, после доработки модели сменившиеся на большие цельные фары. На внутреннем рынке Royal Saloon использовали большие прямоугольные фары. Универсалы и такси имели круглые фары. Royal Saloon оснащались большими бамперами и более мощными двигателями. Первый Краун Turbo был запущен в октябре 1980 года только для внутреннего японского рынка. 2-литровый двигатель не требовал большого налога на автомобиль, и был достаточно экономичным, чем большие двигатели.

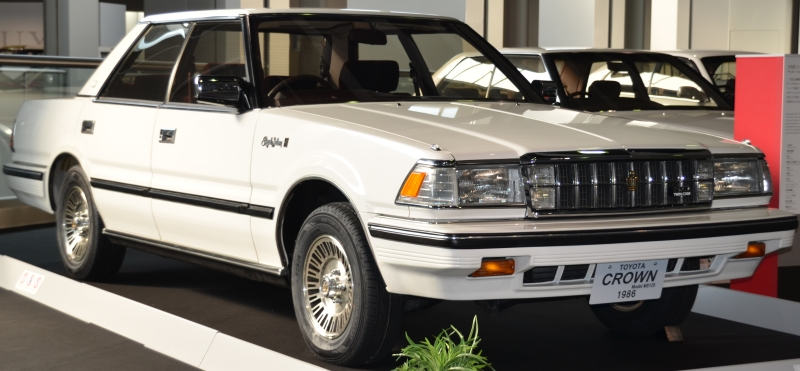
Toyota Crown S120

Это поколение было последним для кузова 2-дверного купе. Он имел мягкую виниловую крышу и «Opera Window» для более роскошного внешнего вида. Некоторые доступные опции включали электронный компас, люк, электрическое сиденье водителя, круиз-контроль, стерео электронный тюнер, и двухцветную окраску. Автоматический климат-контроль появился на этом автомобиле с раздельными регуляторами, установленными для пассажиров задних сидений. Также сзади устанавливался мини-холодильник, охлаждаемый отдельным блоком кондиционера воздуха. 2,4-литровый турбодизель появился в августе 1982 года.

## Седьмое поколение

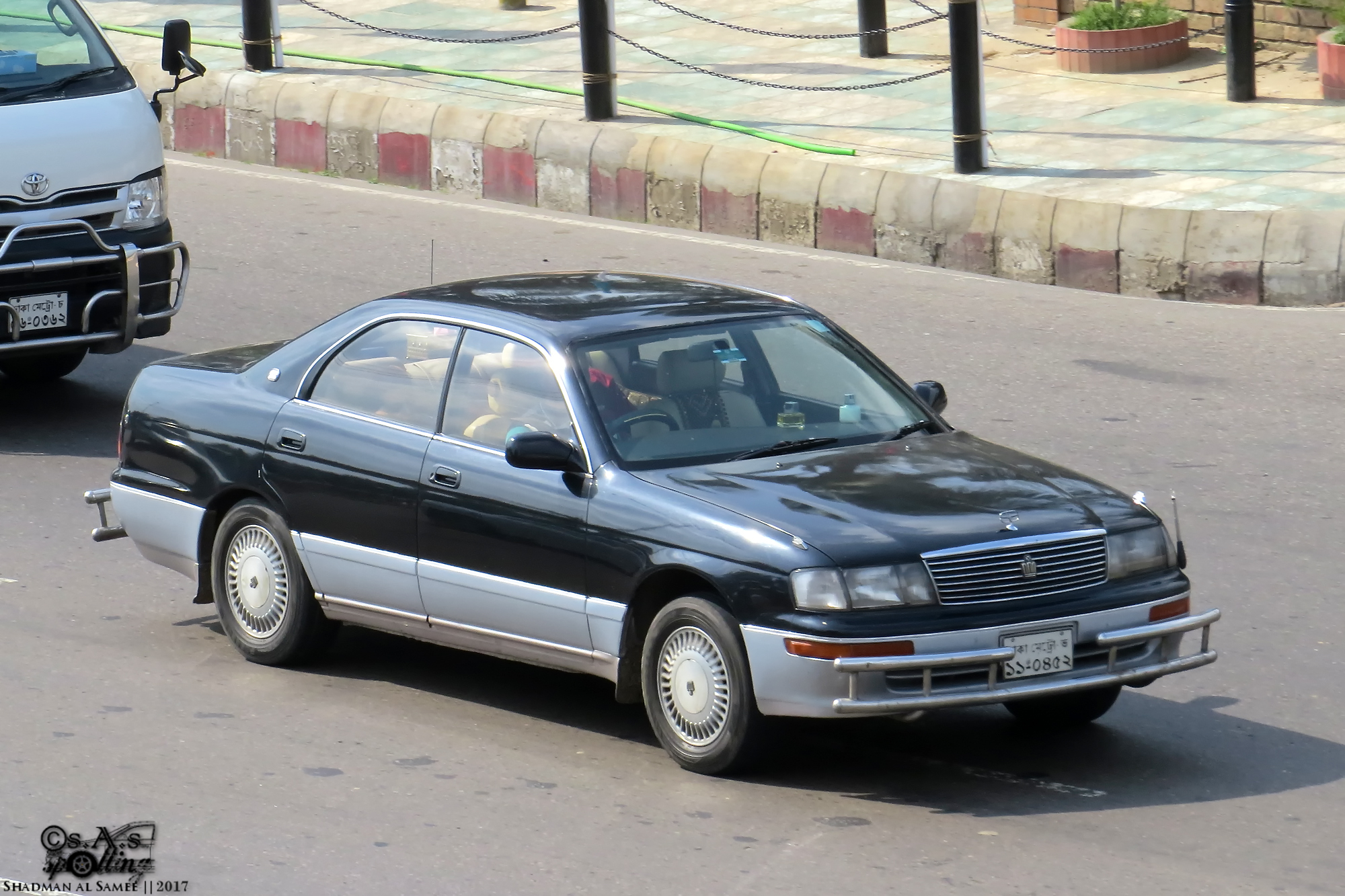
Toyota Crown 1992

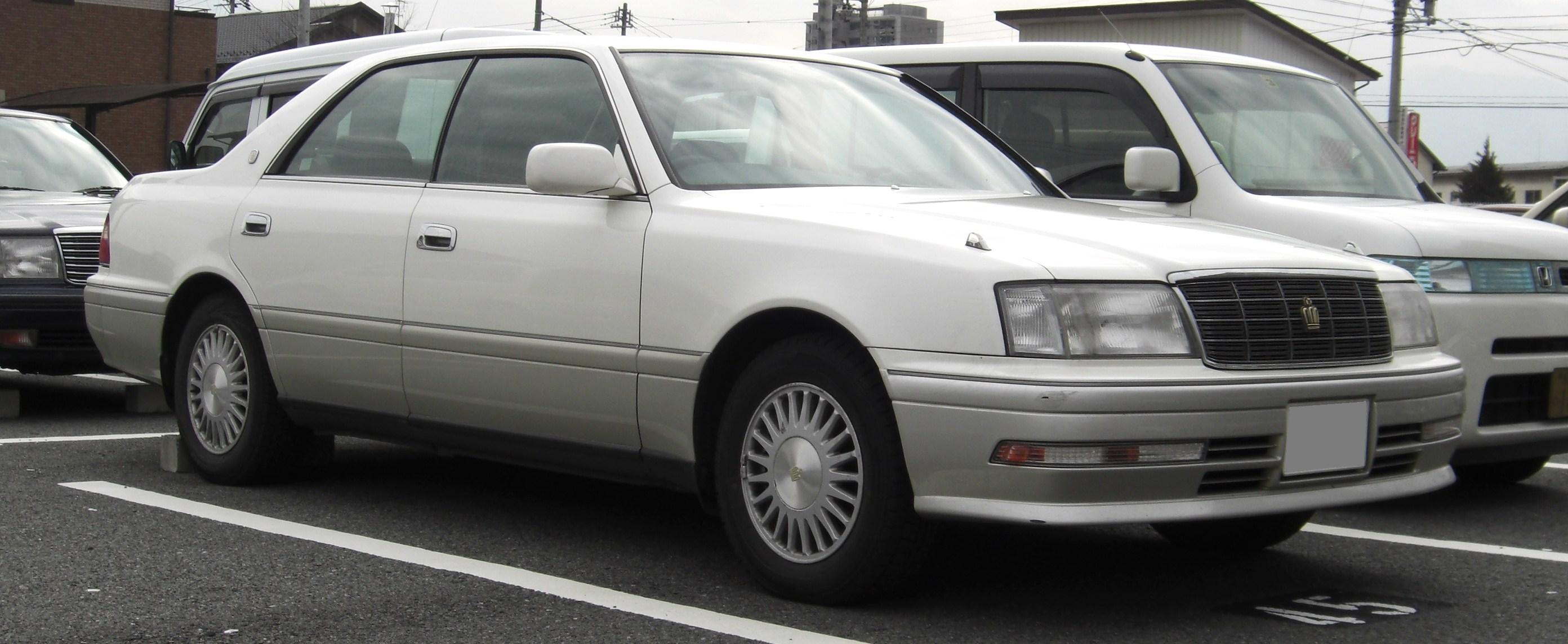
Toyota Crown

Базовые версии используют новый 2-литровый двигатель 1G-E, который пришёл на смену старой 2-литровой версии M-серии. На версии универсала используется свой уникальный вариант этого мотора (1G-EJ).
Так же моторы объемом 2,5 и 3 литра, серии 1JZ GE и 2JZ GE

## Десятое поколение

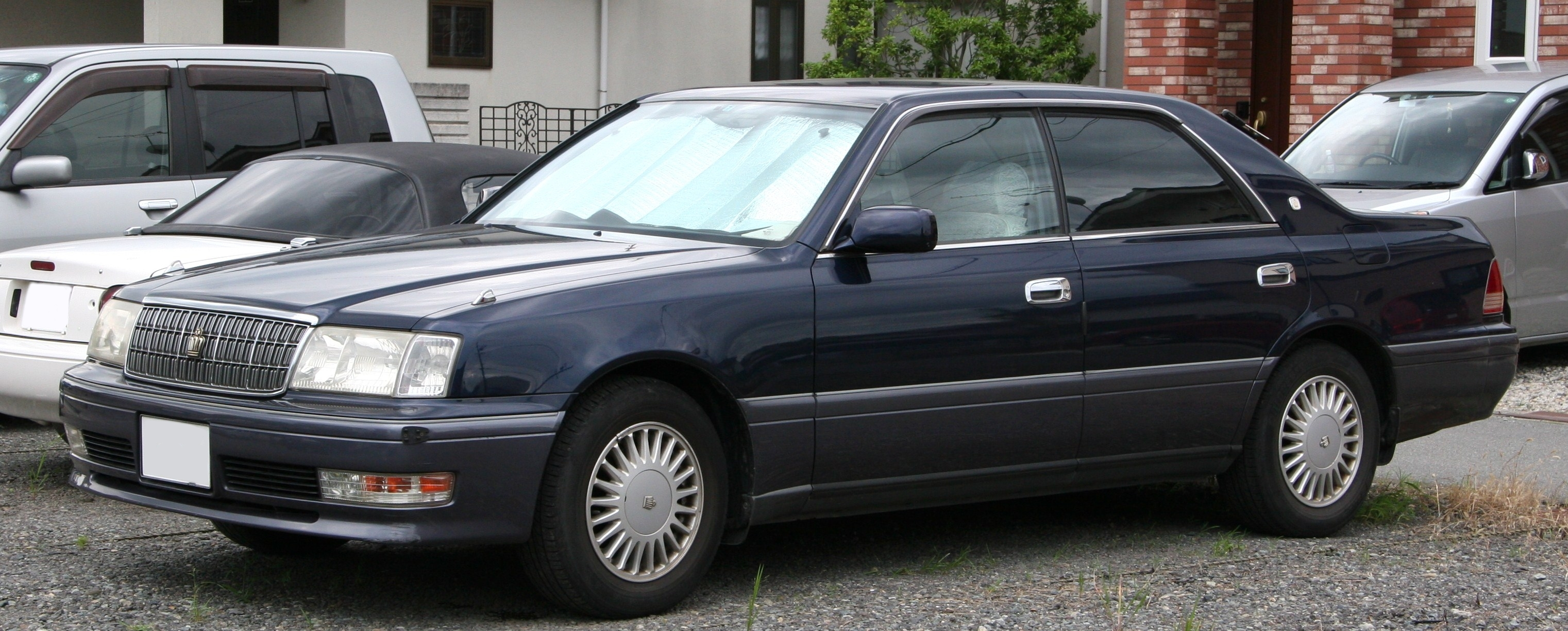
Toyota Crown Hardtop S150

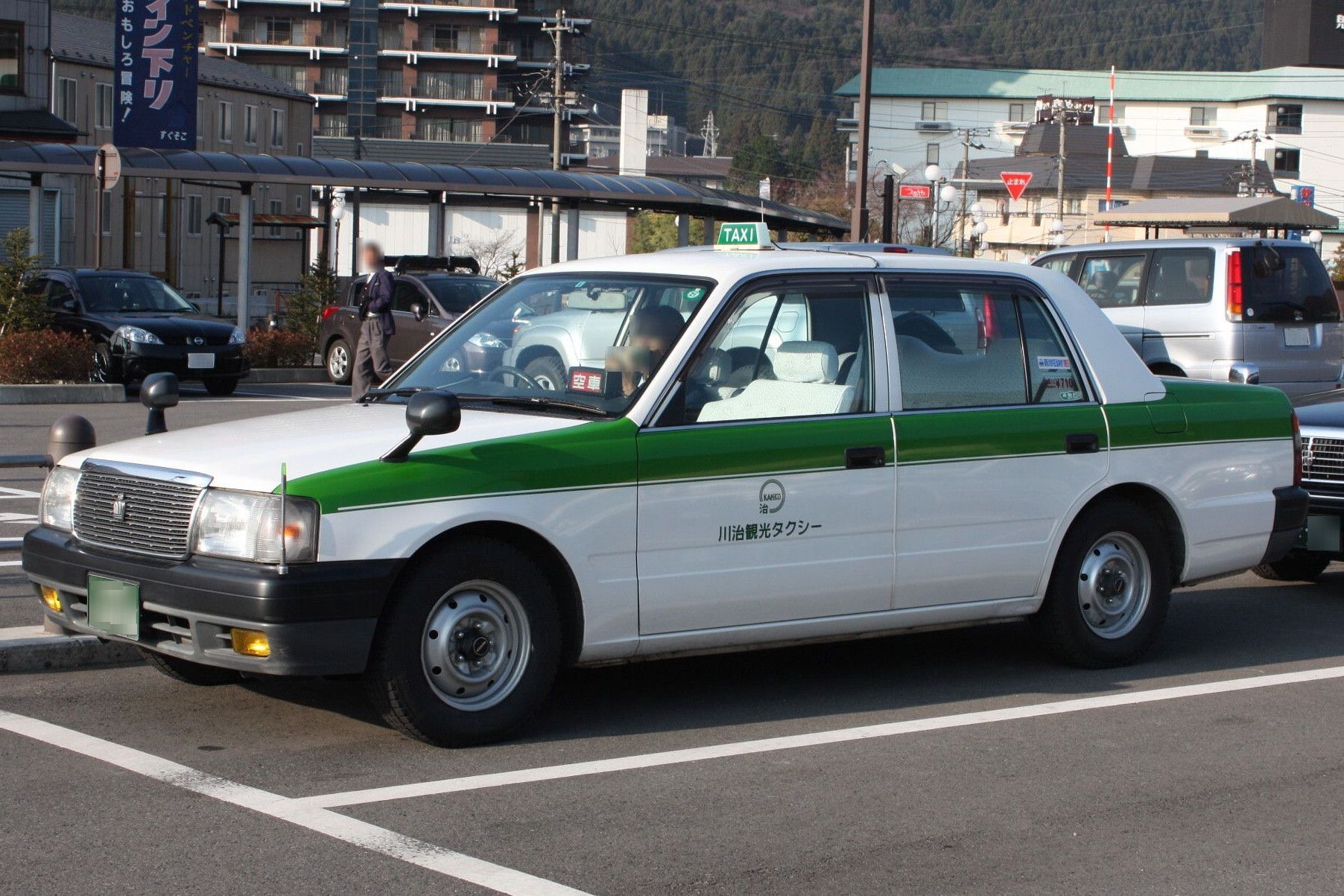
Crown Comfort

150 серия Крауна выпускалось только в кузовах седан и хардтоп (с безрамочными дверьми). Универсал выпускался в старой модели 130 серии до 1999 года. Существовали комплектации для хардтопа: Royal Extra, Royal Saloon, Royal Saloon G и спортивный Royal Touring. Royal Extra и Royal Saloon имели полный привод. Двигатели 6-цилиндровые объёмом 2, 2,5 или 3 литра. Как и у предыдущих поколения, все автомобили с 2-литровым двигателем были немного короче и уже, в соответствии с японскими законами.
В 1996 году автомобиль стал автомобилем года по версии Конференции автомобильных исследователей и журналистов в Японии, разделив победу с Crown Majesta.
Это поколение Крауна не экспортировалось в больших количествах. Главным образом, он попадал на рынки Юго-Восточной Азии, например, в Сингапур и Гонконг. Эти Крауны, в кузове седан или хардтоп, оснащались 2-литровым 1G-FE или 3-литровым 2JZ-GE двигателями, в зависимости от рынка.

### Crown Comfort
В стремлении вернуться к первоначальной цели Crown, который должен был служить в качестве такси, был создан Crown Comfort (XS10, с 1995 года), меньших габаритов, но с просторным интерьером от серии Crown Royal.
Для сокращения стоимости и массы, а также увеличения внутреннего пространства, роскошная приборная панель и оборудование от Crown Royal были заменены на менее громоздкие пластиковые. Comfort также используется в качестве учебного автомобиля для начинающих водителей.
Comfort имеет дизельный двигатель 3C (5L на рынке Сингапура, LXS10) или 2-литровый двигатель 3Y-PE LPG (YXS10). Японская модель имеет зеркала на крыльях и автоматическую заднюю дверь (открывается водителем). Популярность Crown Comfort среди такси в Японии, Гонконге и Сингапуре уходит в прошлое, постепенно сменяется на более оборудованные и выгодные варианты.

Новый Crown Sedan для японского рынка на базе Comfort имеет более широкие задние фонари и длинные бампера.

## Одиннадцатое поколение

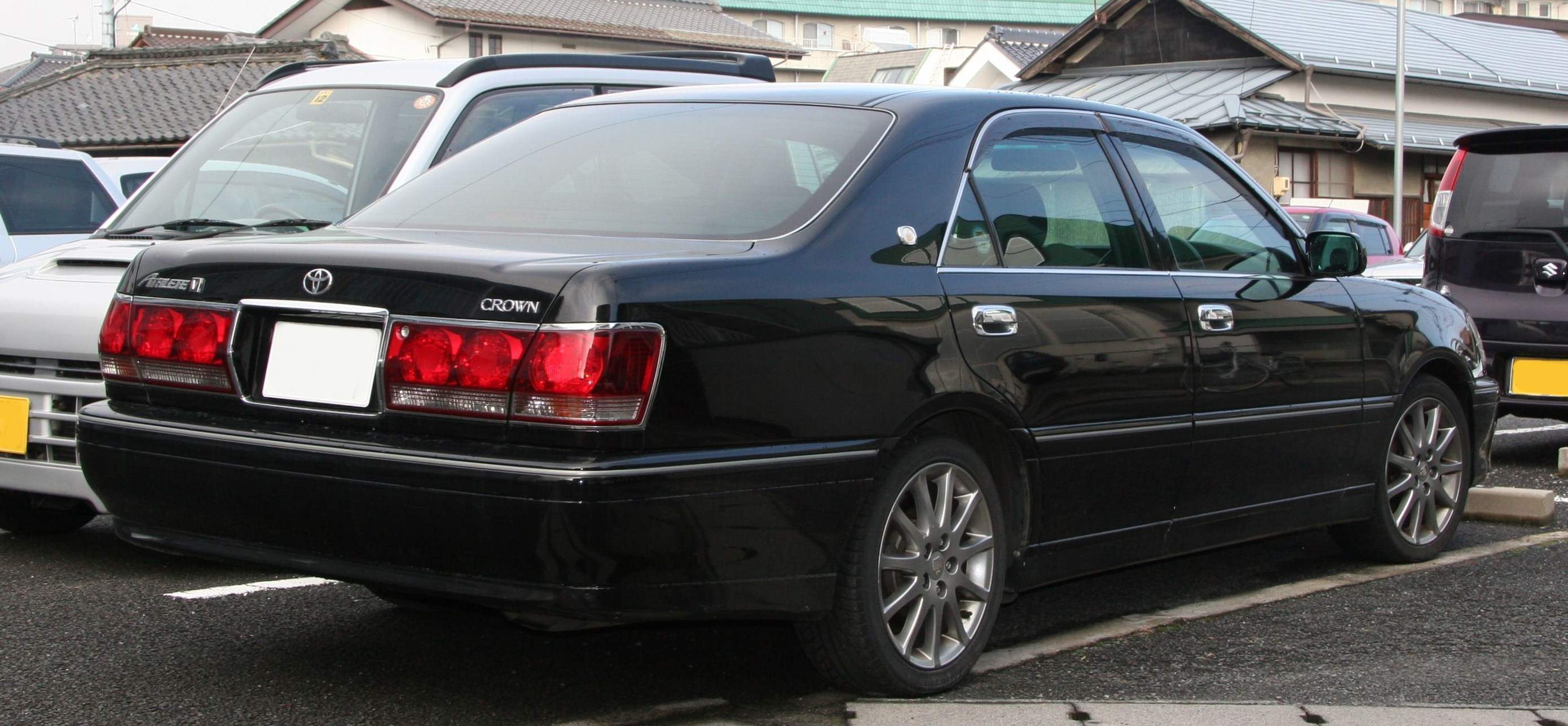
Toyota Crown S170

170 серия появилась в сентябре 1999 года, получив короткий передний свес и увеличенный салон и багажник. Существует два различных седана 170 серии: Royal и Athlete. Majesta является отдельным автомобилем, больше по габаритам Крауна. Перестал выпускаться кузов хардтоп. 170 серия Estate была запущена в декабре 1999 года, став первым новым универсалом Краун после 130 серии. Двигатели на автомобили имеют объём 2, 2,5 или 3 литра. Athlete V имеет 2,5-литровый турбированный 1JZ-GTE. Royal также оснащался 3-литровым двигателем 2JZ-FSE.

## Двенадцатое поколение (S180, 2003—2008)

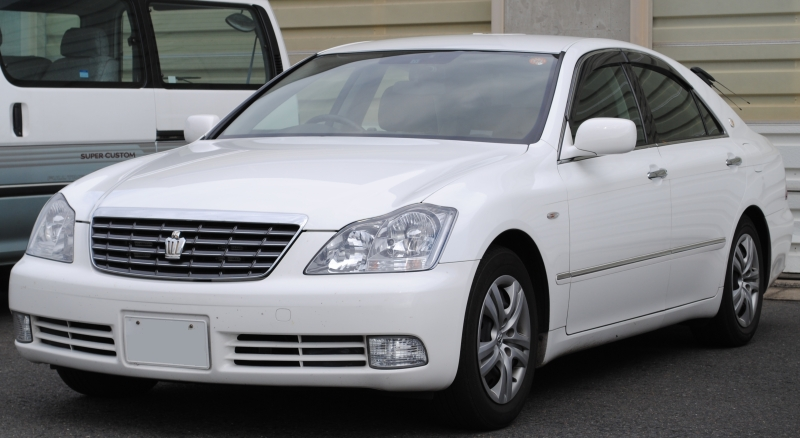
Toyota Crown S180

Модель S180 была представлена в конце 2003 года, строилась на базе концепт-кара Zero Crown. Двигатель был сменён на V6 для новых моделей Royal и Athlete, а на Crown Majesta устанавливались только двигатели V8, объёмом 4,3 литра и опционально с полным приводом. Новые двигатели имеют большую мощность, а также лучшую экономию топлива. Радиолокационная система предупреждения столкновений с одним цифровым аппаратом ведёт контроль, прогнозирует и предупреждает о столкновениях. G-BOOK доступен с мая 2006 года.
По сравнению с предыдущим поколением, кузов увеличился на 70 мм в колёсной базе и на 15 мм в ширине. Эти изменения дали ему самый большой размер салона среди его современников, например, Mercedes-Benz S-Class или BMW 7. Немного меньшая версия с 2-литровым двигателем больше не предлагалась.

Crown Estate S170 серии продолжал выпускаться с седанами S180. Универсал продолжал использовать старые рядные шести-цилиндровые двигатели.

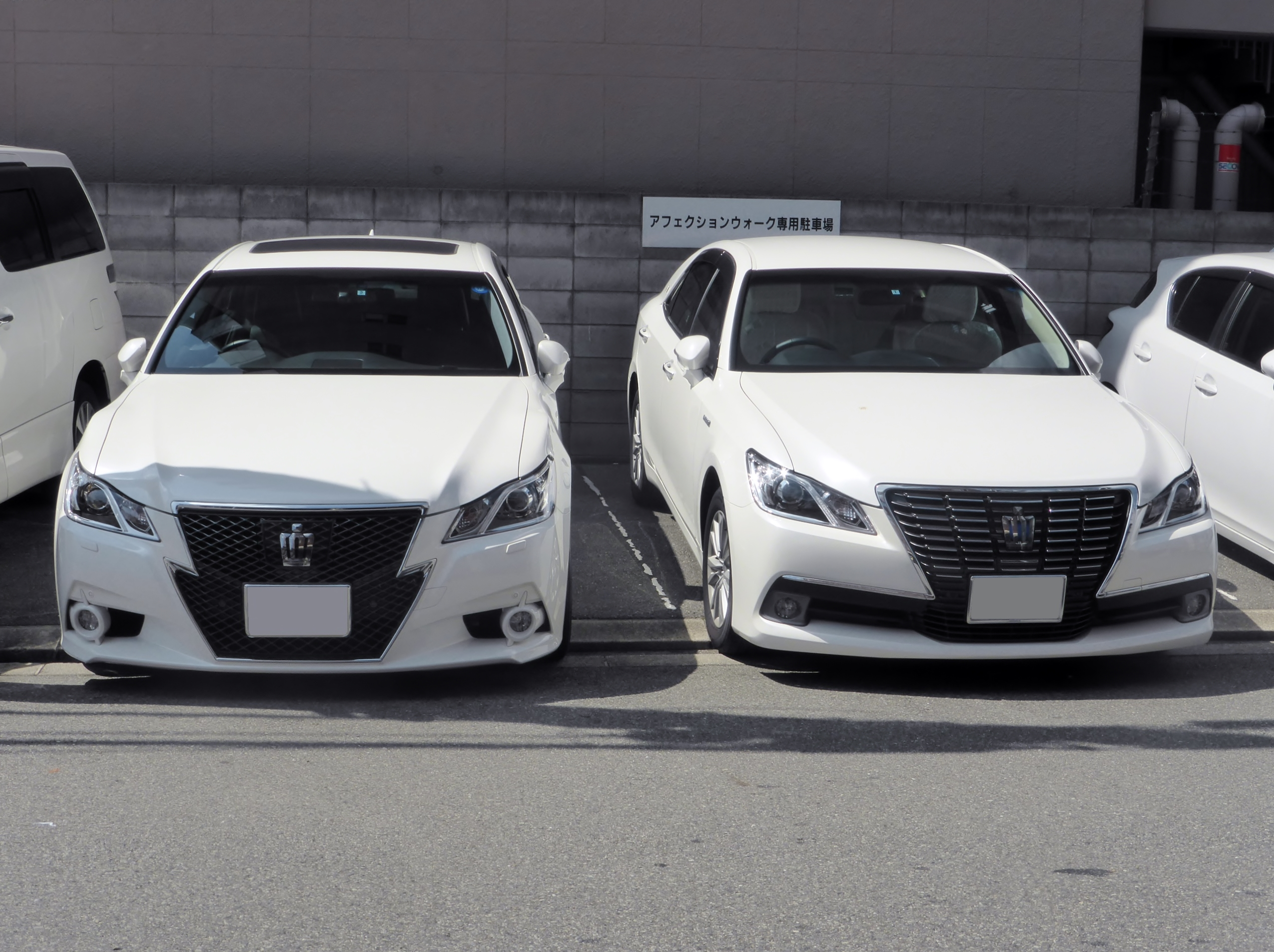
Crown Athlete и Crown Royal (S210)

## Тринадцатое поколение
Это поколение (S200, 2008—2012) доступно в 4 комплектациях: серия Crown Royal, комфортный представительский автомобиль; серия Crown Athlete, представительский автомобиль с более агрессивным дизайном и спортивными чертами; серия Crown Majesta, более представительский автомобиль с отдельным дизайном; и серия Crown Hybrid с гибридным синергетическим приводом V6. Большой 4,6-литровый двигатель 1UR-FSE V8 ведёт к более высокому транспортному налогу. Китайский производитель Hongqi выпускает лицензированную версию двенадцатого поколения Тойота Краун под названием Hongqi H7 для китайского рынка. Автомобиль в Китае продаётся вместе с Крауном, но напрямую они не конкурируют.

## Четырнадцатое поколение

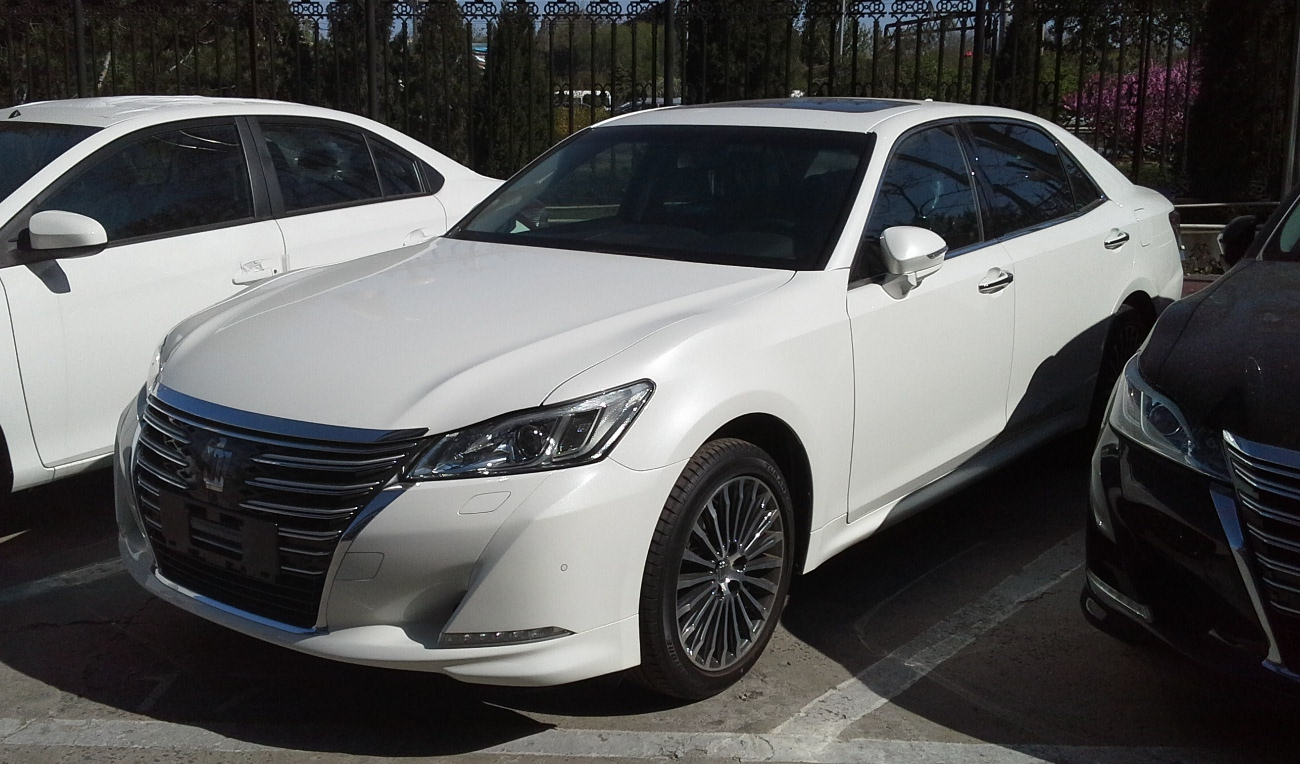
FAW-Toyota Crown (S210) для китайского рынка (левый руль)

Четырнадцатое поколение (S210) было запущено в декабре 2012 года в новом стиле, с серией Royal, стилизованной под серию MS105 пятого поколения Crown.
Большинство функций автомобиля может управляться с новой мульти-сенсорной панели.
На Toyota Crown ставятся три типа двигателей. Для Crown Royal это 2,5-литровые моторы. Базовый бензиновый 4GR-FSE с непосредственным впрыском и мощностью 203 л. с.

## Пятнадцатое поколение

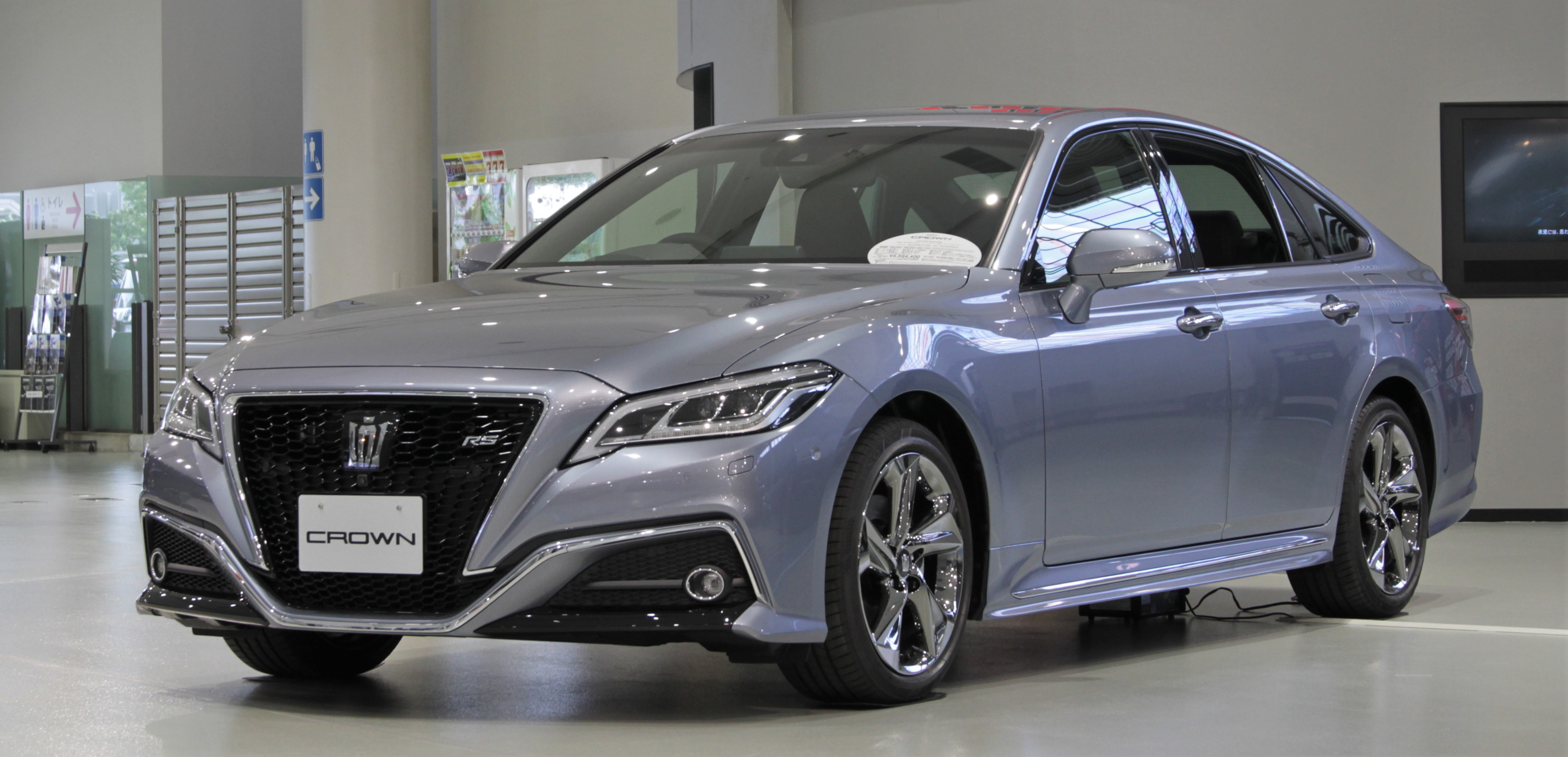
Toyota Crown (S220)

Crown пятнадцатого поколения (S220) был представлен как концепт на 45  Токийском автосалоне в октябре 2017 года и поступил в продажу 26 июня 2018  Платформа L , которая используется в других седанах Lexus и Toyota класса люкс.  Предлагаются три варианта двигателя, чтобы предоставить покупателям преимущества в экономии в отношении ежегодных обязательств Японии по уплате дорожного налога , а стандартное оборудование увеличивается с каждым пакетом отделки, соответствующим размеру двигателя.
Уровни отделки салона Crown для японского рынка: B, S, G, G Executive, RS-B, RS и RS Advance. Все комплектации предлагаются либо с задним, либо с постоянным полным приводом. S220 Crown перенял 2,0-литровый четырехцилиндровый бензиновый двигатель 8AR-FTS с турбонаддувом от предыдущей модели, представил 2,5-литровый A25A-FXS в паре с системой Hybrid Synergy Drive , а также 3,5-литровый 8GR-FXS V6 в паре. с многоступенчатой гибридной системой от Lexus LC 500h и LS 500h . Двигатель объемом 2,0 л с турбонаддувом доступен только в заднеприводных версиях RS и RS Advance. Все комплектации, кроме заднеприводного G Executive, можно приобрести с 2,5-литровым гибридом. Гибрид объемом 3,5 л устанавливается только на заднеприводные модели RS Advance и G Executive. Единственный двигатель для моделей с полным приводом — 2,5-литровый гибрид. 2,5-литровый Hybrid G Executive — единственная версия, экспортируемая в Индонезию.
В октябре 2019 года правительство Индонезии выбрало S220 Crown в качестве официального автомобиля для министров кабинета министров, заменив старый седан Crown Royal, который использовался с 2009 года.  Однако, в отличие от некоторых предыдущих поколений Crown, в Индонезию S220 импортируется в небольших количествах и недоступен для потребительской покупки.
В 2020 году был запланирован фейслифтинг S220 Crown, но президент Акио Тойода отклонил его и отменил его в пользу разработки нового поколения.  Однако в ноябре 2020 года S220 получил незначительное обновление, в результате которого в интерьер были переработаны центральный блок управления и центральная консоль с одним 12,3-дюймовым сенсорным экраном и более интуитивно понятным физическим климат-контролем вместо предыдущего двухэкранного.

### Т-Коннект
Crown пятнадцатого поколения — одна из первых моделей Toyota, оснащенных системой DCM ( модуль передачи данных ), которая затем подключается к сети управления транспортным средством. Используя это оборудование, Toyota смогла предоставлять различные подключенные услуги абонентам T-Connect  через свою собственную платформу мобильных услуг (MSPF), информационную инфраструктуру, разработанную компанией для Connected Cars. С тех пор Toyota намеревалась оснащать DCM большинство новых легковых автомобилей на своем внутреннем рынке.
1 августа 2018 года Toyota Motor Corporation (Toyota) вместе с Toyota City начала первые в Японии проверочные испытания для проверок содержания дорог с использованием данных о транспортных средствах, полученных от подключенных автомобилей. Проверочное испытание позволило оценить, соответствуют ли значения индекса износа дороги, рассчитанные на основе данных о поведении автомобиля, реальным дорожным условиям, и подтвердить эти выводы на более типичных региональных дорогах. Toyota также стремилась к дальнейшему развитию своих технологий для поддержки административных служб, которые более точно и правильно осуществляют работы по содержанию и проверке дорог в Тойота-Сити.

#### Toyota Safety Sense 2.0
Crown пятнадцатого поколения оснащена системой Toyota Safety Sense 2.0, как и большинство моделей Toyota 2018 года.  Некоторые добавленные или улучшенные функции включают в себя:
- (LTA) Система помощи при слежении за полосой движения
- Динамический радарный круиз-контроль (с функцией следования за автомобилем на всех скоростях)
- (PCS) Система предупреждения столкновений с обнаружением пешеходов (может обнаруживать велосипедистов и даже пешеходов в ночное время)
- (AHB) Автоматический дальний свет
- (RSA) Система помощи при дорожных знаках
- Функция предварительного уведомления о запуске автомобиля

## Шестнадцатое поколение (S230; 2022 г.)
Шестнадцатое поколение семейства Crown было представлено 15 июля 2022 года. Это считается «перезагрузкой» названия Crown,  были представлены четыре типа  кузова: Crossover, Sport (представленный на концептуальном автомобиле Crossover EV в декабре 2021 года), седан и универсал. Последние три варианта кузова будут выпущены в 2023 и 2024 годах.  Назвав Crown «символом богатства Японии и японской гордости»,  Генеральный директор Toyota Акио Тойода объявил, что линейка автомобилей Crown будет доступна на мировых рынках впервые в истории и будет доступна примерно через 40 лет. страны и регионы с ожидаемым годовым объемом продаж около 200 000 единиц.  В Японии четыре модели будут продаваться в специализированных магазинах бренда Crown под названием «The Crown».
Решение о разработке Crown шестнадцатого поколения возникло в результате отказа от планов обновления модели пятнадцатого поколения в среднем поколении после того, как Акио Тойода отказался от этих планов и выступил за модель следующего поколения на совещании по планированию продукта.

### Кроссовер (S235; 2022)

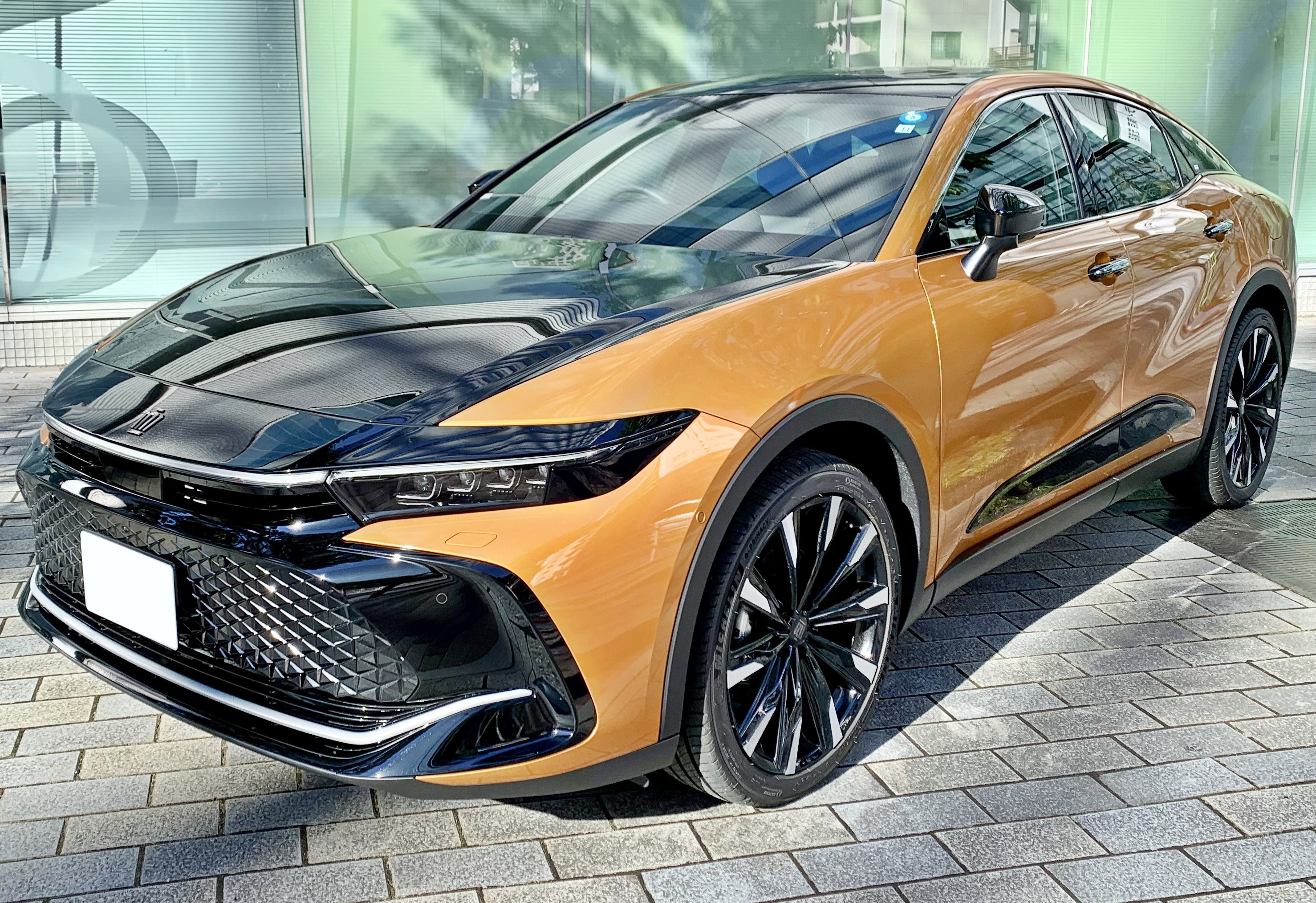
Toyota Crown Crossover

Crown типа кроссовер был выпущен 15 июля 2022 года как первый кузов семейства Crown шестнадцатого поколения, который будет выпущен. Он был продан в Северной Америке после 50-летнего перерыва в использовании фирменной таблички Crown в этом регионе с 1972 года
Дизайн Crown типа кроссовер описывался как комбинация полноразмерного седана и внедорожника , с покатой крышей и обычным для седана проемом багажника. Он основан на переднеприводной платформе GA-K и в стандартной комплектации предлагает электрическую систему полного привода «E-Four» / «E-Four Advanced».  Все модели оснащены акустическим стеклом и усиленной звукоизоляцией для снижения уровня шума, вибрации и резкости , что подчеркивает премиальное позиционирование компании Crown.
Массовое производство кроссовера Crown было начато на заводе Цуцуми примерно с конца августа 2022 года, а на заводе Мотомати — с середины сентября 2022 года.

#### Рынки

##### Япония
В Японии для кроссовера Crown предлагаются следующие уровни комплектации: X, G, G Leather Package, G Advanced, G Advanced Leather Package, RS и RS Advanced, причем последние два оснащены двигателем T24A-FTS . Плановые ежемесячные продажи в Японии установлены на уровне 3200 единиц.  Он поступил в продажу в сентябре 2022 года.

##### Северная Америка
На рынке Северной Америки Crown поступила в продажу в октябре 2022 года как автомобиль 2023 модельного года в качестве замены бывшего полноразмерного седана Toyota Avalon . Предлагается только в кузове Crossover и продается просто как «Crown». В США и Канаде доступны следующие комплектации: XLE, Limited и Platinum. Последний оснащен двигателем T24A-FTS и стандартной адаптивной регулируемой подвеской .  На рынке Северной Америки Crown не носит эмблему Crown спереди и на рулевом колесе; вместо этого он носит корпоративную эмблему Toyota. Он также не оснащен полноразмерной полосой дневных ходовых огней , доступной в модели для японского рынка, которая заменена хромированной деталью.

##### Китай
В Китае модель продается под названием Crown SportCross компанией FAW Toyota как импортная модель.  Он был представлен на автосалоне в Гуанчжоу в декабре 2022 года .

##### Тайвань
На Тайване, где он импортируется и продается компанией Hotai Motor , продажи начались 30 марта 2023 года. Это первая модель Crown, предлагаемая на Тайване с 1974 года, когда заводская табличка была снята с рынка после окончания производства третьего поколения. Как и в Северной Америке, модель предлагается только в кузове Crossover и продается просто как «Crown». Он доступен в двух комплектациях: Noble ( китайский :貴族版; пиньинь : Guìzúbǎn ) с двигателем A25A-FXS и Royal ( китайский :皇家版; пиньинь : Huángjiābώn ) с двигателем T24A-FTS .

##### Южная Корея
На южнокорейском рынке Crown поступила в продажу 5 июня 2023 года. Это первая модель Crown в Южной Корее, предлагаемая с 1972 года, когда заводская табличка была снята с рынка после прекращения производственного соглашения с местным партнером Shinjin Motors. Как и на других рынках, он доступен в двух комплектациях с гибридной трансмиссией в стандартной комплектации: XLE с двигателем A25A-FXS и Limited с двигателем T24A-FTS .

##### Ближний Восток
Crown 2023 поступила в продажу на рынках Ближнего Востока 11 июня 2023 года. В Бахрейне она доступна в трех комплектациях: Mid-Lux с двигателем A25A-FXS и High-Low & High с двигателем T24A-FTS. В Саудовской Аравии он доступен в двух классах: Premium и Majesta. В Объединенных Арабских Эмиратах он доступен в двух классах: XLE и Platinum. Это первая модель Crown, проданная на рынках Совета сотрудничества стран Персидского залива с 2000 модельного года после окончания производства 10-го поколения.

### Спорт (S236; 2023)

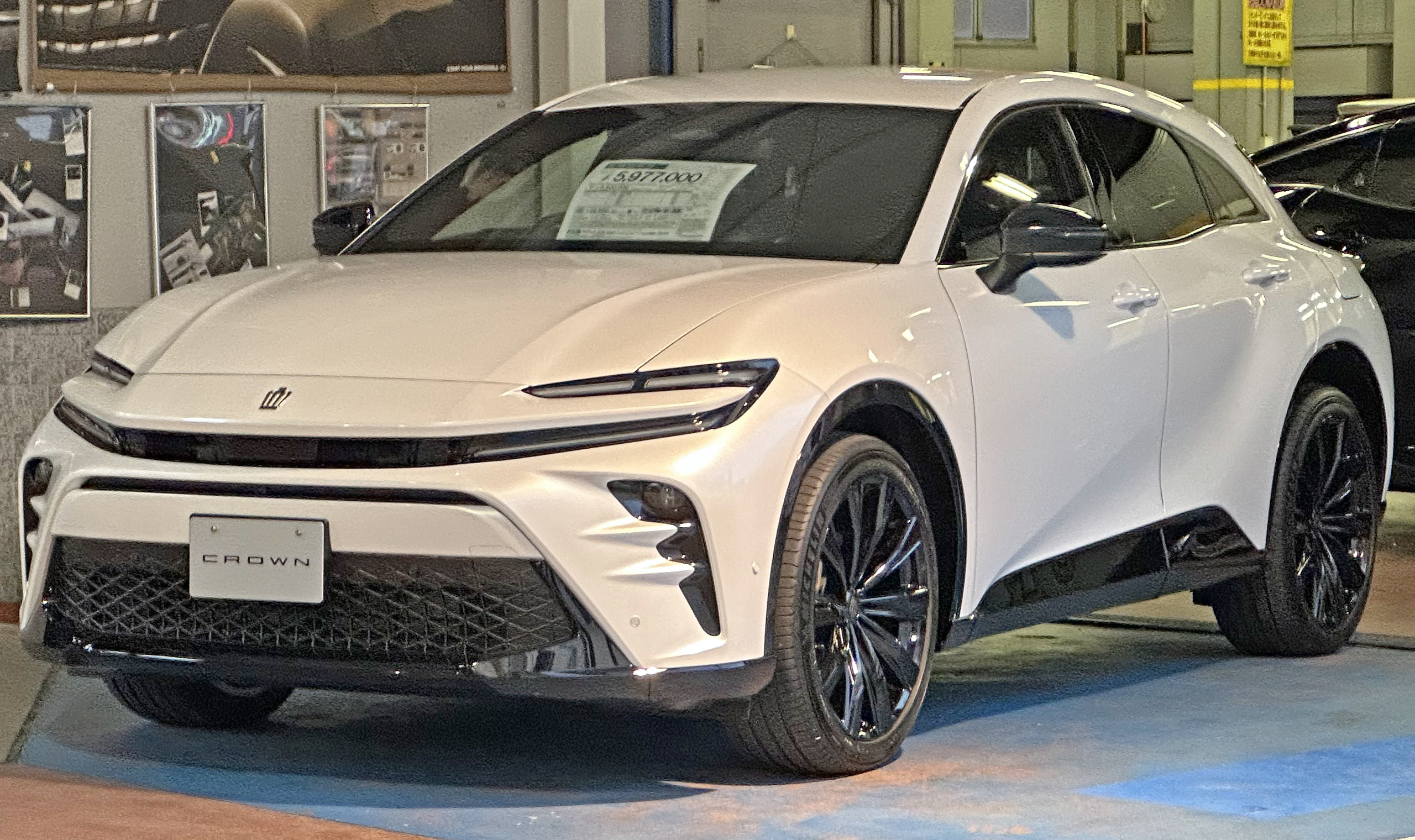
Toyota Crown Sport (S236)

Crown Sport был представлен в качестве прототипа модели в июле 2022 года вместе с моделями кроссовер, седан и универсал.  Ранее эта же модель была представлена в качестве концепт-кара с электроприводом на аккумуляторной батарее под названием «Crossover EV» в декабре 2021 года.  Crown Sport Hybrid будет запущен в октябре 2023 года для Японии, а подключаемый гибрид появится в декабре 2023.

### Седан (S230/232; 2023 г.)

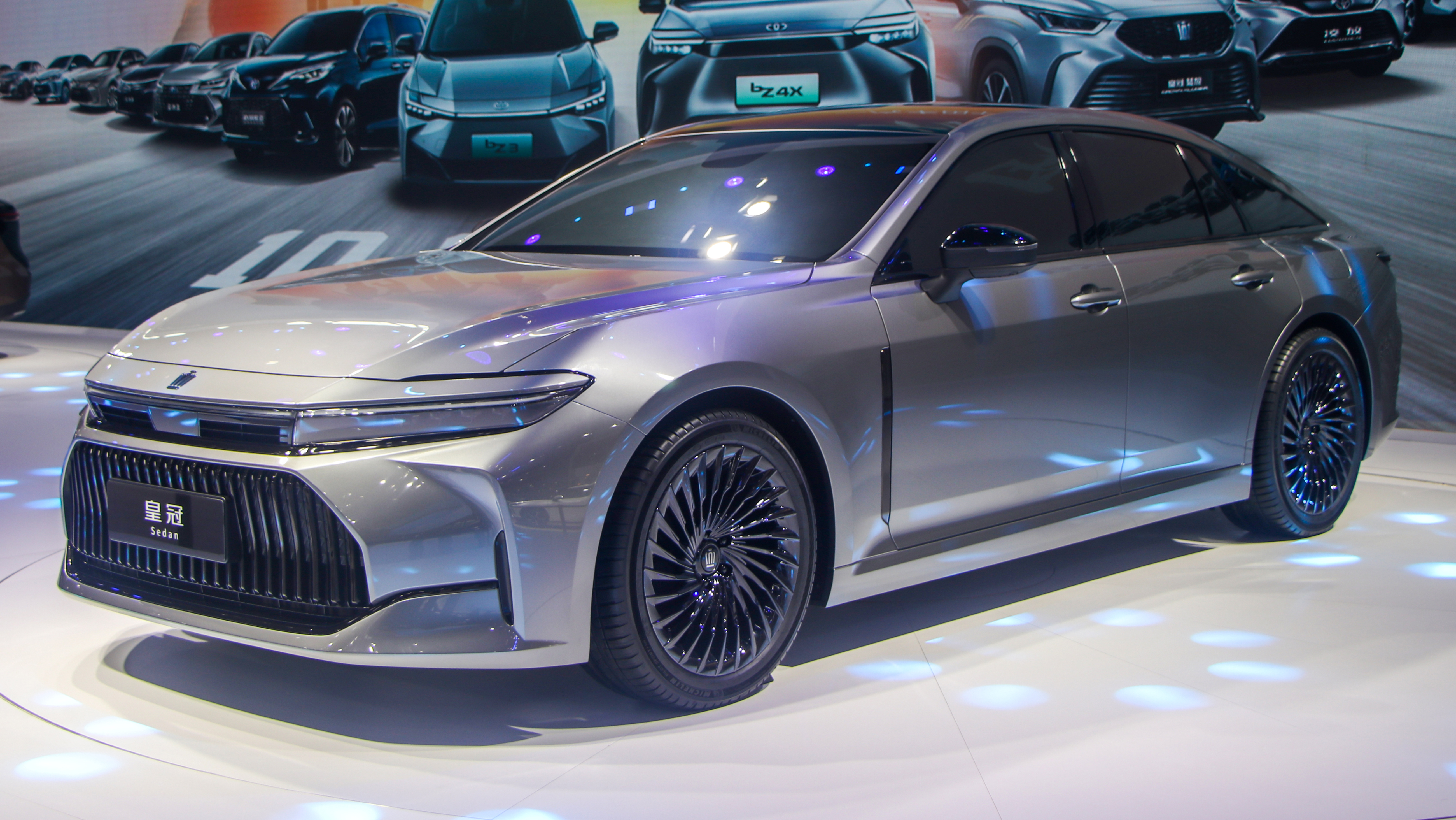
Toyota Crown Sedan (S230/232)

Crown Sedan — это четырехдверный седан, который был представлен как предсерийная модель в июле 2022 года вместе с Crown Crossover, Crown Sport и Crown Estate. и запланирован к выпуску в 2023 году. Он использует ту же платформу, что и Mirai второго поколения, с продольным расположением двигателя и заднеприводной компоновкой. По сравнению с пятнадцатым поколением седан шестнадцатого поколения на 120 мм (4,7 дюйма) длиннее в длину и на 150 мм (5,9 дюйма) длиннее колесной базы.
После серии презентаций седан Crown был представлен в Японии 2 ноября 2023 года и поступил в продажу 13 ноября. Целевой ежемесячный объем продаж по стране составляет 600 единиц.

#### Рынки

##### Япония
В Японии седан Crown продается просто как «Crown» (хотя обозначение «седан» используется для отличия его от других вариантов) и доступен в одной комплектации Z как для топливных элементов (FCEV), так и для гибридных (FCEV). HEV) конфигурации.
Модель FCEV использует ту же систему топливных элементов, что и Mirai второго поколения . Оснащенный тремя баками с водородом высокого давления и топливным элементом, он имеет запас хода около 820 км (509,5 миль) при времени заправки водородом всего три минуты.
Модель HEV оснащена 2,5-литровым двигателем A25A-FXS с впервые примененной многоступенчатой гибридной системой, которая сочетает в себе двигатель, два мотора и ступенчатую передачу.

##### Китай
В ноябре 2022 года FAW Toyota объявила о планах продавать седан Crown шестнадцатого поколения в Китае в качестве импортной модели, что ознаменовало возвращение этой модели на китайский рынок после того, как производство седана четырнадцатого поколения отечественного производства было прекращено в 2020 году  Он был продемонстрирован в виде макета прототипа на автосалоне в Гуанчжоу в декабре 2022 года.  прототип модели FCEV, построенный по китайским спецификациям, позже был продемонстрирован Toyota на автодроме Fuji Speedway во время гонки Fuji 24 Hours 2023 года. раса.
Седан Crown поступил в продажу в Китае в апреле 2024 года в двух комплектациях: Premium и Extreme. Как и другие автомобили марки Crown, седан Crown распространяется через дилерские центры FAW Toyota.

### Estate/Signia (S238; 2024)

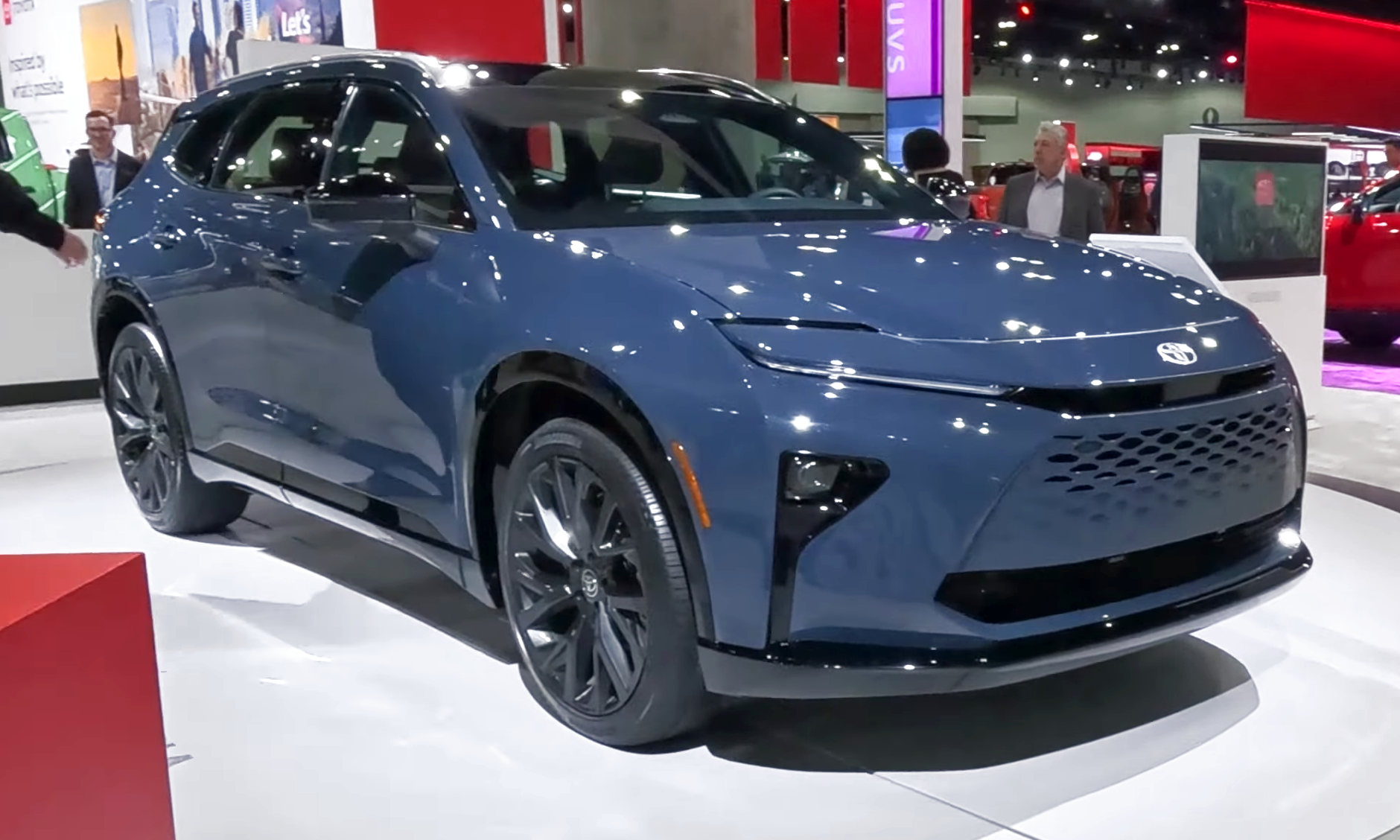
Toyota Crown Signia (S238)

Кроссовер Crown Estate со слегка заниженной крышей был представлен в качестве макета в июле 2022 года и будет доступен как с гибридными, так и с подключаемыми гибридными силовыми агрегатами. Ожидается, что Crown Estate будет запущен в Японии к концу 2024 финансового года в марте.

Модель будет продаваться в Северной Америке в середине 2024 года в качестве модели 2025 года как Crown Signia .  Он заменит Venza . Crown Signia будет доступна в комплектациях XLE и Limited, оснащенная 2,5-литровым рядным четырехцилиндровым бензиновым гибридным двигателем без наддува в паре с двумя электродвигателями ( полный привод ). Общая мощность системы составляет 181 кВт (243 л.с., 246 л.с.). Как и кроссовер Crown, который также продается в США, Crown Signia не будет носить фирменный знак отличия Crown. 

## Toyota Crown Coupe
Серия Crown 1979 модельного года стала последней, в которой была доступна модификация с кузовом купе. Такие модели как Celica и Supra были ориентированы на молодых покупателей, в то же время двухдверные Crown предназначались для более старшей категории потребителей. Задняя часть крыши и прилегающие боковины крыши купе отделаны натуральной кожей. Автомобиль существовал в вариантах с металлическими хромированными или пластиковыми бамперами, с 1979 по 1981 год Crown S110 выпускался с раздельной головной оптикой, и до 1983 года — с прямоугольными блок-фарами.
Двухдверная версия Toyota Crown S110 выпускалась только для внутреннего японского рынка, всего было выпущено около 1200 экземпляров купе. Существовали модификации с двигателями серий Toyota G и Toyota M, присутствовали 5-ступенчатая механическая и 4-ступенчатая автоматическая коробки передач.
При смене поколений Toyota Crown в 1983 году двухдверная модификация исчезла, и её целевая аудитория обратила внимание на первое поколение купе Soarer.